# Mannheim-Seckenheim
Mannheim-Seckenheim – przystanek kolejowy w Mannheimie, w kraju związkowym Badenia-Wirtembergia, w Niemczech. Znajdują się tu 2 perony.